# Szent György-fatemplom (Körösivánd)
A körösivándi Szent György-fatemplom műemlékké nyilvánított épület Romániában, Arad megyében. A romániai műemlékek jegyzékében az  AR-II-m-B-00614 sorszámon szerepel.

## Leírása
A templomot a falu régi, 15. századi templomának tölgyfagerendáiból építették. Kőalapzata gálya alakú, a sokszögű apszis félkörrel végződik. A falfesményeket Ioan Demetrovici készítette 1840-ben, de 1954–1955-ben ezeket vakolattal takarták el.